# アルバカーキ美術館
アルバカーキ美術館（アルバカーキびじゅつかん、The Albuquerque Museum）は、以前はアルバカーキ美術歴史博物館と呼ばれていたが、ニューメキシコ州アルバカーキ市にあるパブリックアートと歴史の美術館である。市の旧市街にあり、アルバカーキ市芸術文化局が運営している。
アルバカーキ美術館はアメリカ合衆国南西部の芸術と、アルバカーキ市及びニューメキシコ州中部のリオ・グランデ川流域の歴史の保存に尽力している。またアルバカーキ市の文化教育プログラムにも貢献している。美術館はまたアメリカ合衆国南西部の芸術とその世界的な影響、そして400年に渡るアルバカーキの歴史を、国内外の常設展と特別展により紹介している。

## 沿革
美術館は1967年、当時閉鎖されていた旧アルバカーキ市営空港ビルの中に、アルバカーキ美術館として仮設開館した。1975年、旧市街の以前はトラックターミナルだった場所に、新しく恒久的な建物建築をするための債権が発行された。建物は地元の建築家アントワン・プレドックが設計し、1979年に開館した。Rohde May Keller McNamara Architecture (RMKM) の設計による大規模な増築は、2005年に完成した。

## 展示

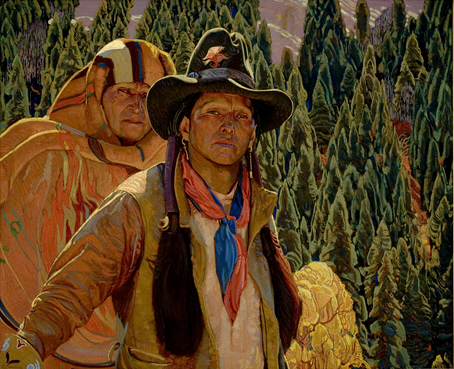
Star Road and White Sun by Ernest L. Blumenschein, 1920

美術館の常設展示は、ニューメキシコの芸術と、古地図、コンキスタドールの鎧、織物、そのほかニューメキシコの植民地生活用品を含む、アルバカーキの歴史に関するものに焦点が当てられている。また企画展も開催し、写真アーカイブ、美術ギャラリーもあり、屋外には彫刻庭園も整備している。美術館のコレクションには、芸術作品1万点、歴史資料3万5千点、写真アーカイブの写真13万点がある。

### 常設展示
美術館には3つの常設展示がある。
- 共通展示: ニューメキシコの芸術[8]
- アルバカーキ独自展示[9]
- 彫刻庭園（アルバカーキ市は庭園ガイドのモバイルアプリを提供している）[10]

### ラ・ホルナダ
彫刻庭園にはコンキスタドールのファン・デ・オニャーテが馬に乗ったファン・デ・オニャーテ像ラ・ホルナダがあり、2020年に一般公開から撤去されたが、後に彫刻庭園に復帰した。

### こども平和像
美術館の一角には、地球の形をした「こども平和像」（Children's Peace Statue）が置かれている。これは日本の広島に置かれた「原爆の子の像」の物語を知ったアルバカーキの子どもたちが、自分たちも平和像を立てようと寄付金を集め、世界各地からの支援も受けて1995年に完成させたものである。

## カーサ・サン・イシドロ
アルバカーキ美術館では、ニューメキシコ州コラレスにあるカーサ・サン・イシドロと呼ばれる、18世紀末に建てられた建物へのツアーも開催している。この建物は、19世紀の牧場を再現したもので、家族の礼拝堂、中央の広場、家畜の囲い場などが備わっている。